# Архітектура Гонконгу

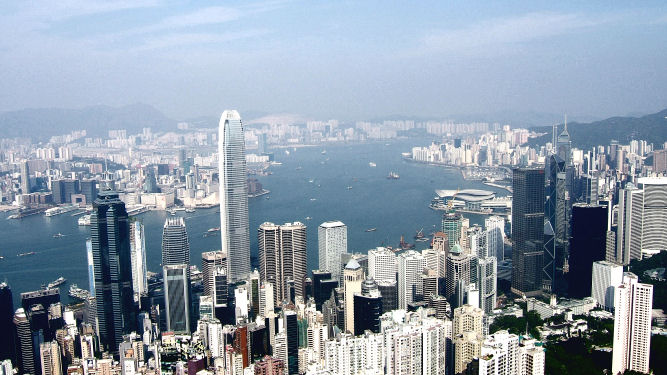
Вид на затоку Вікторія

Архітектура Гонконгу добре представлена сучасними формами забудови, зокрема, у стилях модернізму, постмодернізму, функціоналізму. Внаслідок відсутності вільної землі, в міських районах Гонконгу залишаються деякі історичні будівлі. Однак, Гонконг стає центром сучасної архітектури, і місця старих будівель займають нові, великі. Тут є кілька будівель висотою понад 100 метрів і безліч хмарочосів висотою понад 150 метрів, і це більше, ніж в будь-якому іншому місті. Гонконгську лінію міста часто вважають найкращою в світі, завдяки гірському пейзажу і виду на затоку Вікторія, які доповнюють хмарочоси.

## Китайська архітектура

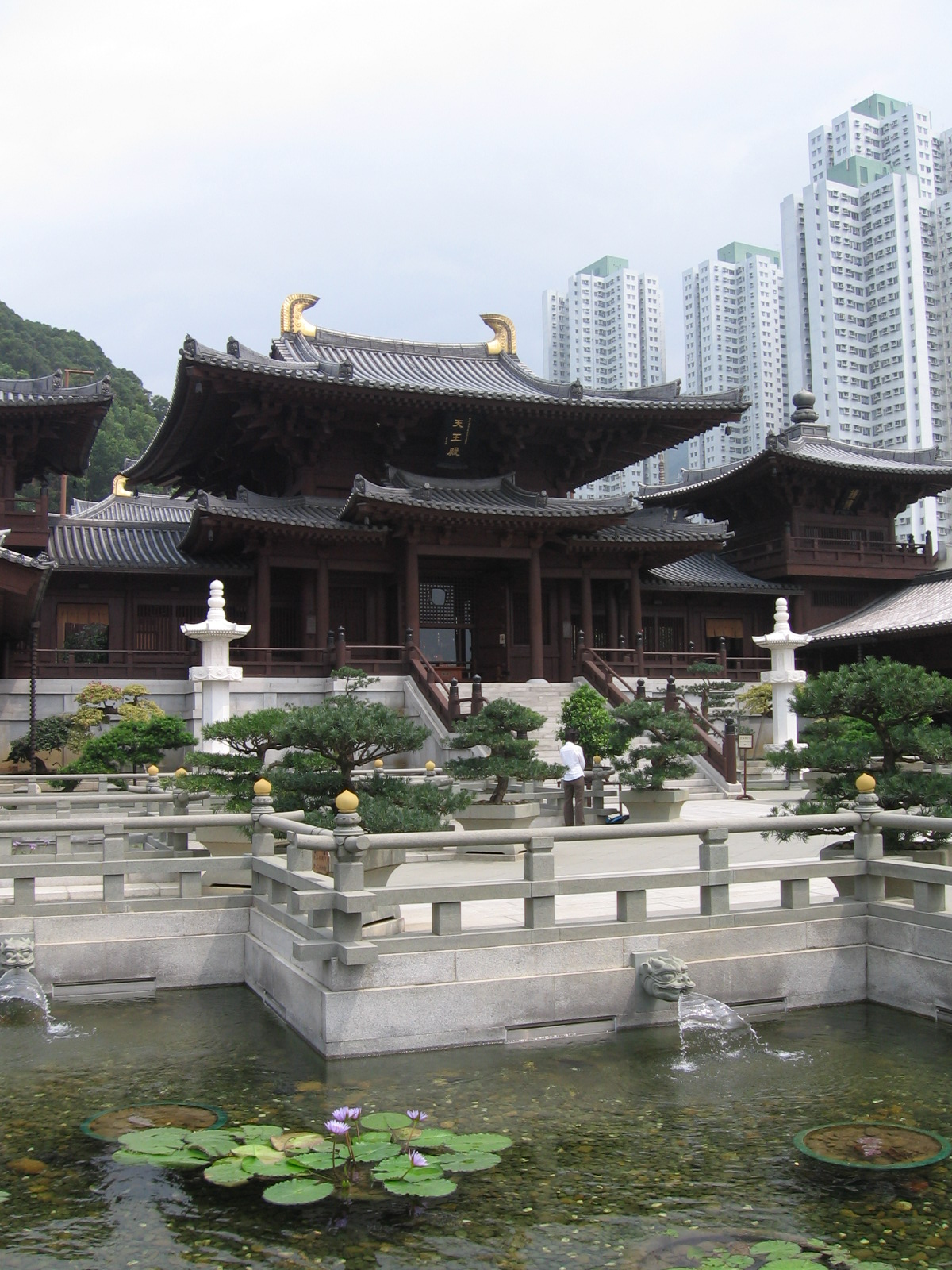
Монастир Чілінь

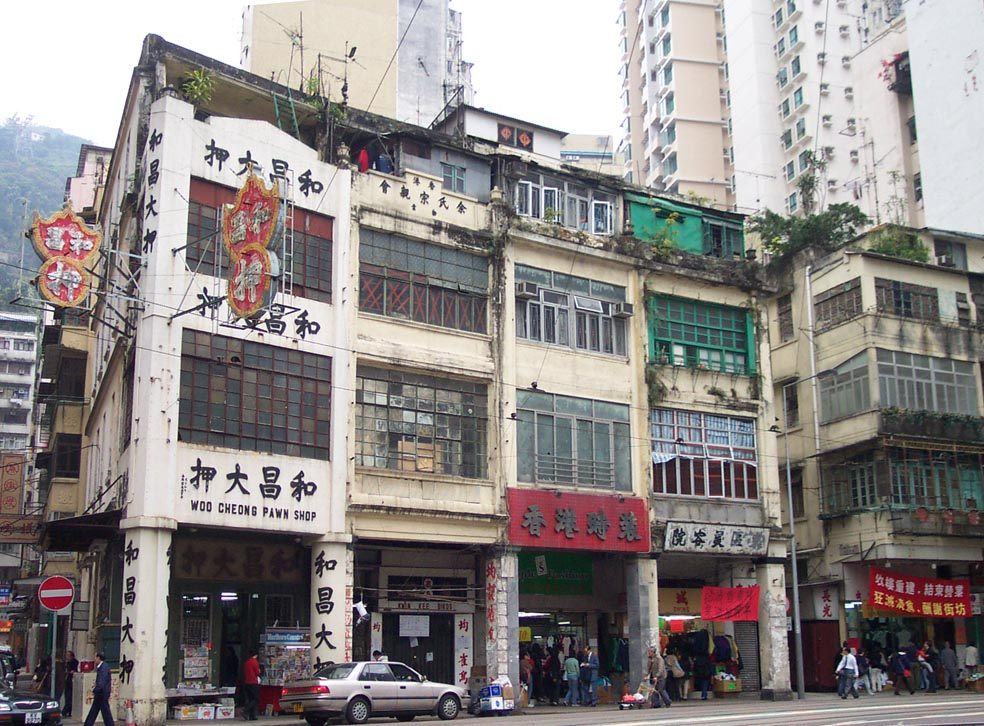
Багатоквартирний будинок, розташований на Джонстон-роуд

До британського заселення Гонконгу в 1841 році, архітектура переважно була китайською. Більшість населення — рибалки — присвячували численні храми Небесній імператриці Мацзу для уникнення морських тайфунів і нападу піратів. Також фермери зводили укріплення поблизу своїх поселень для захисту від розбійників.
Після того, як англійці поселилися в порту затоки Вікторія, місцеве населення значно збільшилося, і, як наслідок, стали з'являтися Тон Лау, компактні трьох-чотирьохповерхові багатоквартирні китайські будинки. Будувалися вони дуже щільно в міських кварталах і поєднували китайські й європейські архітектурні елементи. На перших поверхах розміщувалися, як правило, магазини та квартири. У цих будівлях були сходи, ліфтів не було, й іноді не було навіть туалетів. Ці Тон Лау залишалися оплотом Гонконгської архітектури принаймні до Другої світової війни. Низка таких будівель збереглася й донині, хоча зустрічаються вони часто в занедбаному стані.

## Європейська та американська архітектура

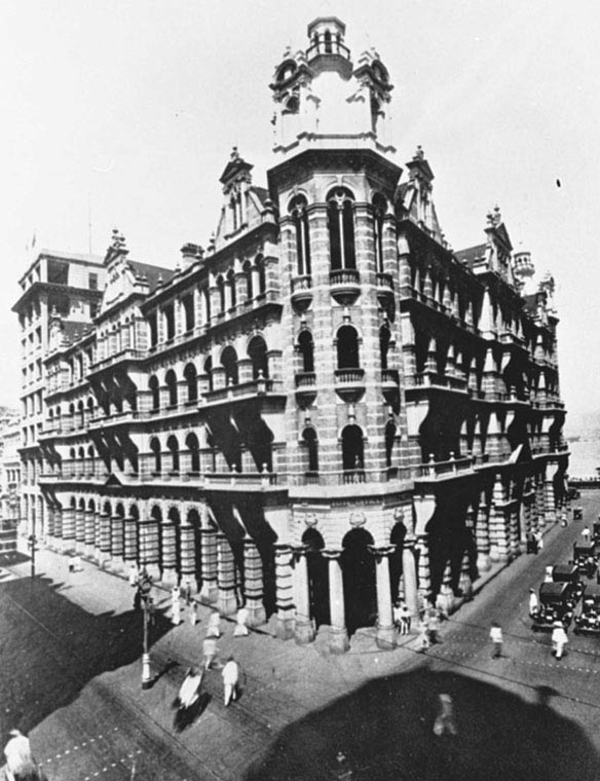
Гонконгський поштамт, 1946 рік

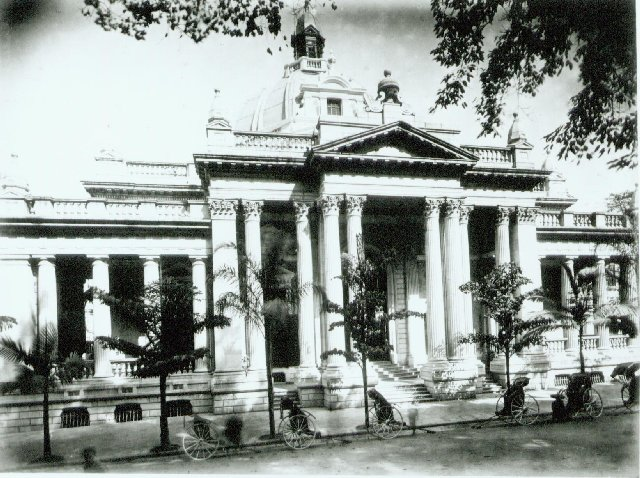
Будівля HongkongBank, 1890 рік

Тим часом, англійці вводили Вікторіанський і Едвардіанський стилі архітектури, починаючи з середини XIX-го століття. Помітними зі збережених прикладів, зокрема, є будівля Законодавчих зборів, Центральне поліцейське управління і будинок Мюррея.
Перша будівля в Гонконзі, класифікована як висотна, була побудована в період з червня 1904 по грудень 1905 року. Вона складалася з 5 основних будівель по 5 — 6 поверхів. Більшість висотних будівель Гонконгу було побудовано для бізнес-цілей. Так, перший справжній хмарочос в Гонконзі був побудований для HongkongBank в 1935 році, який також став першою будівлею в Гонконзі з кондиціонером. Висота будівлі — 70 метрів або 13 поверхів, дизайн будівлі виконано у стилі Чиказької архітектурної школи. Однак, в 1985 році було побудовано нову будівлю банку, туди ж був перевезений механізм кондиціонера.
У житловому секторі багатоповерхових будинків не будувалося до тих пір, поки в 1955 році не були зняті обмеження щодо висоти житлових будов. Ця зміна була зумовлена масовим припливом біженців в Гонконг після комуністичної революції в Китаї в 1949 році і після великої пожежі в 1953 році. Громадські житлові комплекси, спочатку семиповерхові будівлі зі свідомо обмеженими умовами, громадськими туалетами, без кухні, були спішно побудовані для розміщення біженців. Тим часом, приватні квартири, щільно заселені в міських кварталах, як в старих Тон Лау, виросли у висоту до понад 20 поверхів з середини 1960-х років. Масова приватна житлова забудова почалася в 1965 році з комплексу Мей Фу. Першою великою приватною компанією-забудовником була, починаючи з 1972 року, Swire Group.

## Сучасна архітектура

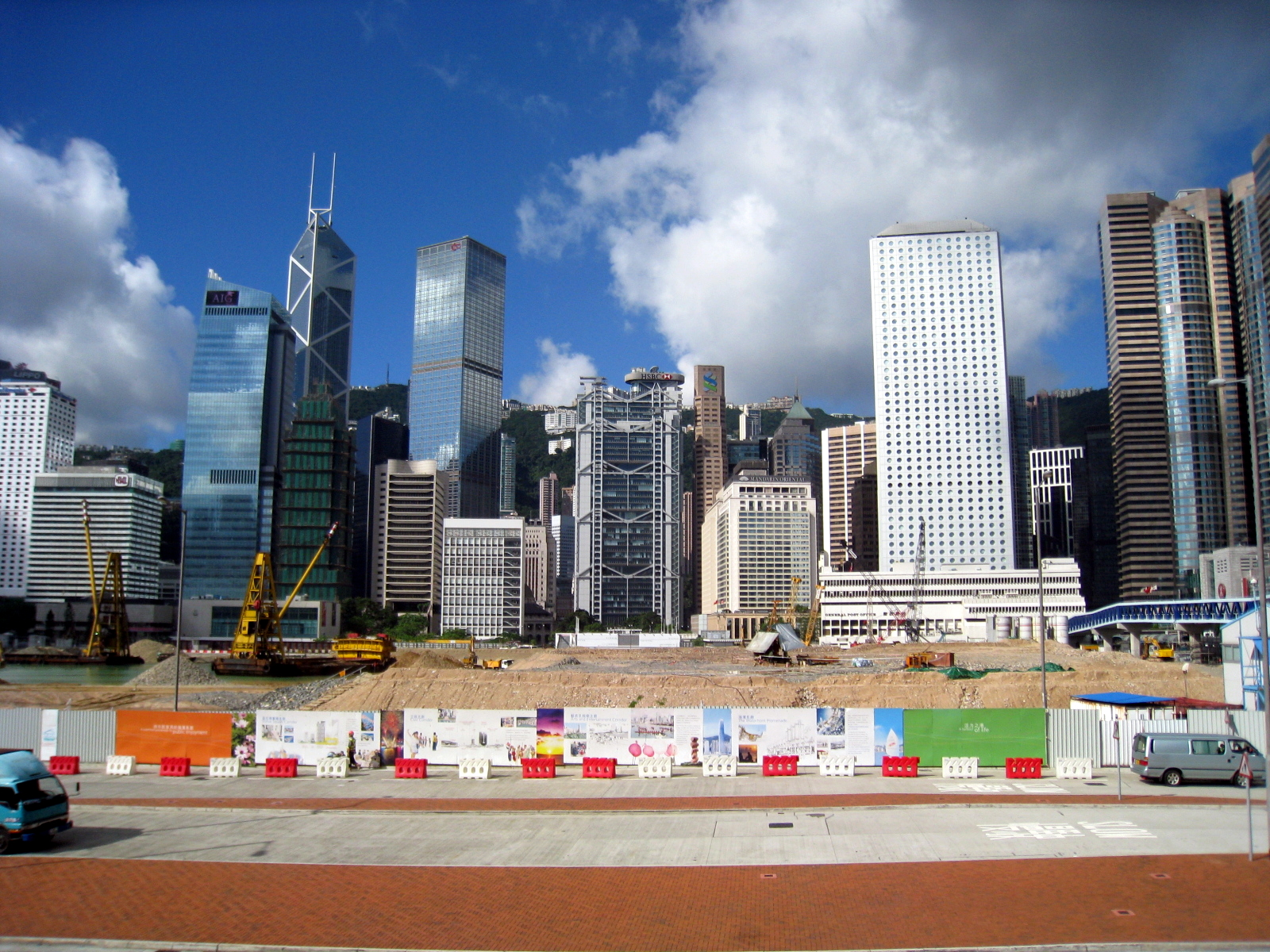
Центр Гонконгу, 2008 рік

До кінця 1990-х років основний попит на елітні будинки спостерігався переважно у центральних районах, завдяки чудовому пейзажу уздовж узбережжя з видом на гавань Вікторія — відому пам'ятку Гонконгу. Але до закриття аеропорту Кайтак в 1998 році суворі обмеження щодо висотності споруд поширювалися на Коулун, щоб літаки могли безпечно сідати. Зі зняттям обмежень з'явилося багато нових хмарочосів в районі Коулун, в тому числі і Міжнародний комерційний центр, який є найвищою будівлею в Гонконзі з моменту її будівництва в 2010 році. Багато комерційних і житлових веж, збудованих впродовж останніх двадцяти років, є одними з найвищих у світі, зокрема, Хайкліфф, The Arch і Харборсайд. Останнім часом збільшується кількість хмарочосів, які знаходяться в процесі будівництва на сході острова. На даний час Гонконг володіє найбільшою в світі лінією міста з 7 681 хмарочосами, випередивши навіть Нью-Йорк, незважаючи на те, що Нью-Йорк — більше місто за площею. Більшість хмарочосів були побудовані впродовж останніх двох десятиліть.
Найвідомішою будівлею Гонконгу, ймовірно, є Будівля Банку Китаю архітектора Бей Юйміна. Будівля була піддана критиці прихильниками фен-шую, й архітектору довелося вносити деякі зміни в план споруди, оскільки в Китаї фен-шуй має величезний вплив на суспільство в цілому.
Один з найбільших будівельних проектів в Гонконзі — новий Міжнародний аеропорт на острові Чхеклапкок — став найбільшим інженерно-будівельним проектом, які коли-небудь здійснювалися. Створений Норманом Фостером величезний проект рекультивації земель та будівництва трьох нових великих мостів: шостий за величиною в світі підвісний міст Цзін Ма, побудований в 1997 році, що з'єднує острови Цін'і і Маван; найдовший в світі вантовий міст для автомобільного та залізничного руху, Кап Шуй Мун, що зв'язав Маван і Лантау; і перший в світі вантовий міст з 4 прольотів, Тін Кау, що з'єднує Цін'і й материкову частину Нових територій.

## Галерея

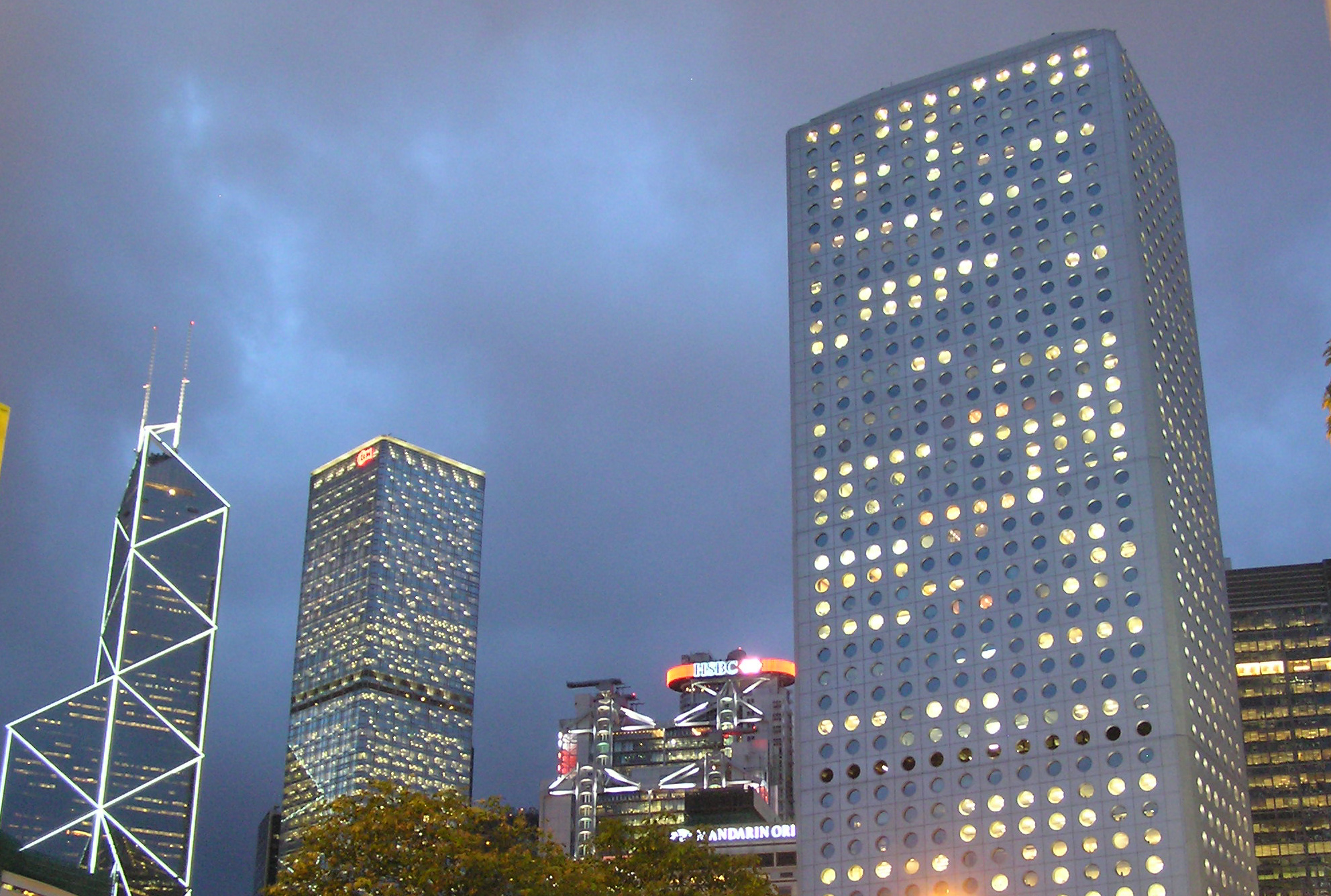
Висотні комерційні будівлі в центрі міста - зліва направо: Вежа Банку Китаю, Чхенкхон-сентер, будівля банку HSBC і Джардін-хаус
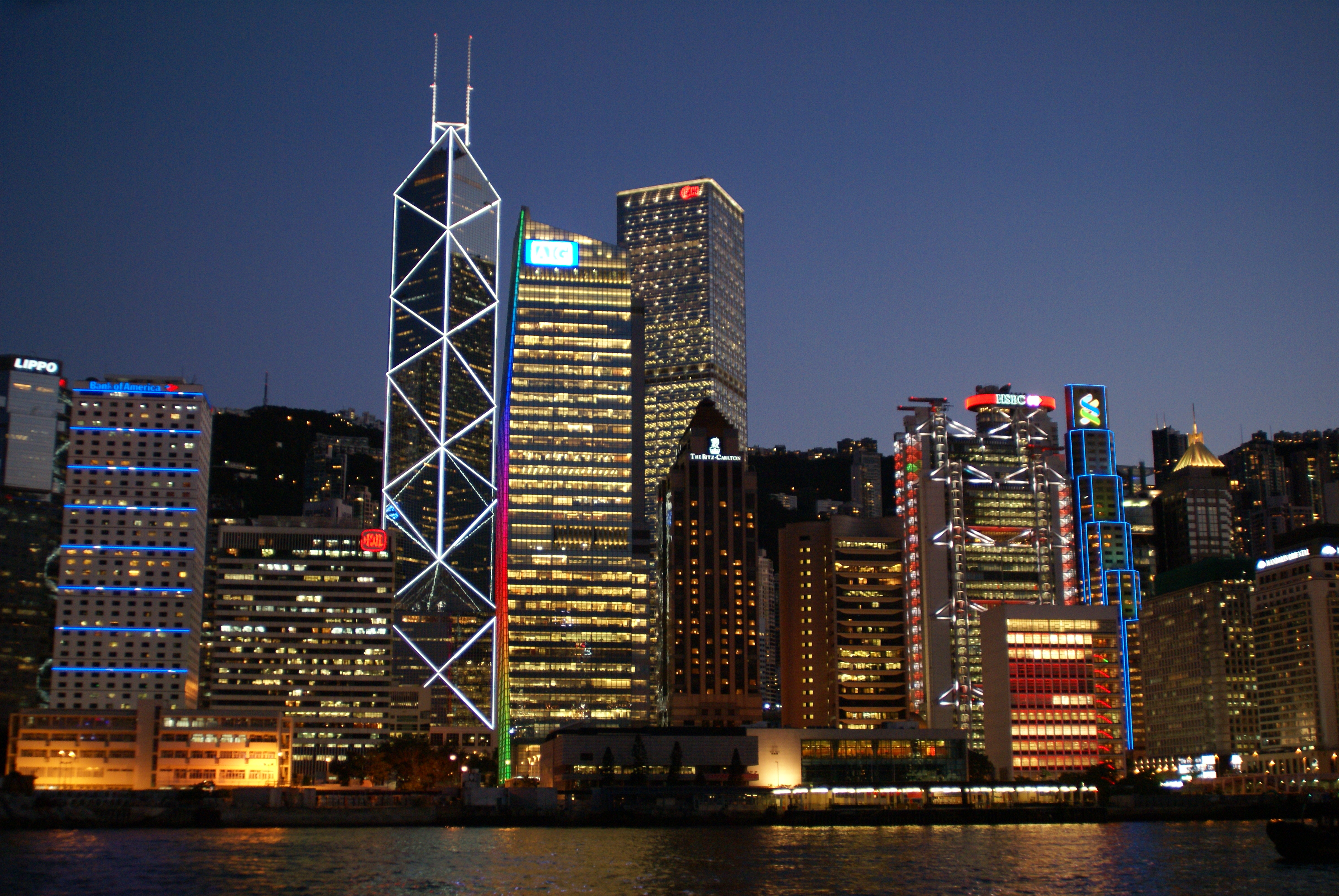
Нічна панорама фінансового району Гонконгу
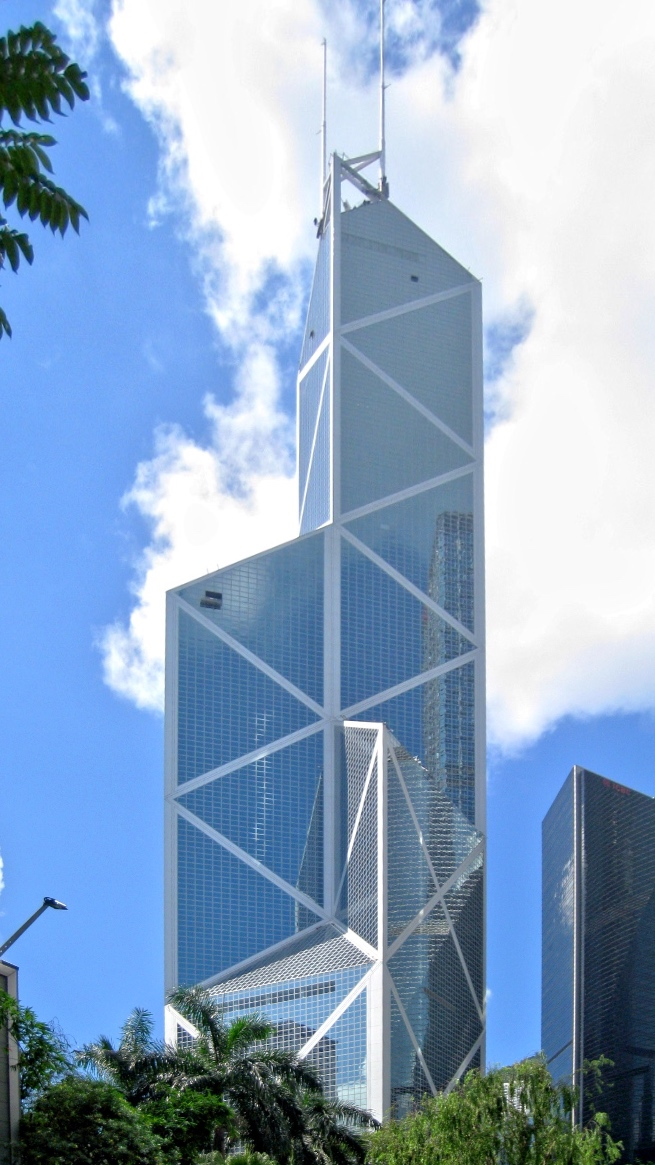
Вежа Банку Китаю
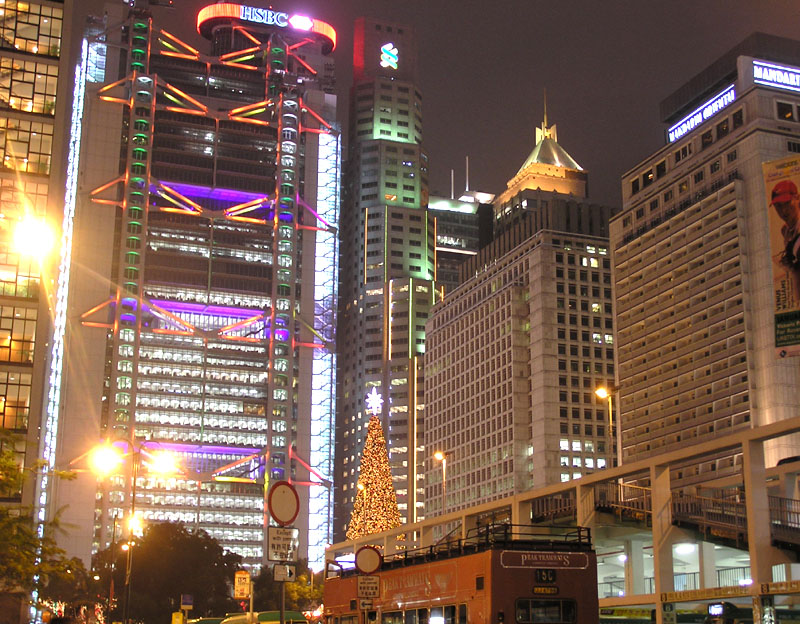
Будівля банку HSBC вночі (зліва)
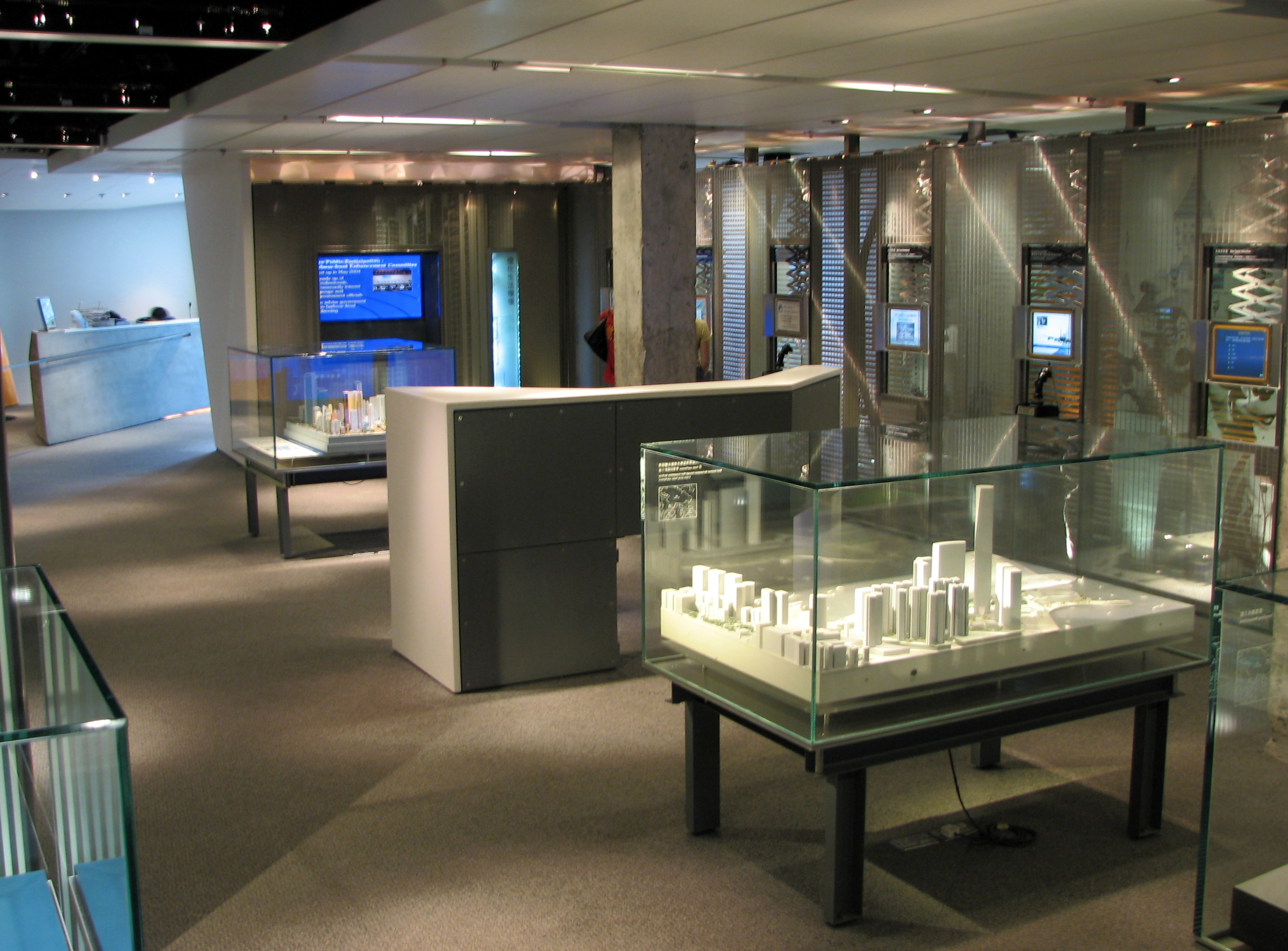
Архітектурна виставка в Гонконгській галереї планування та інфраструктури
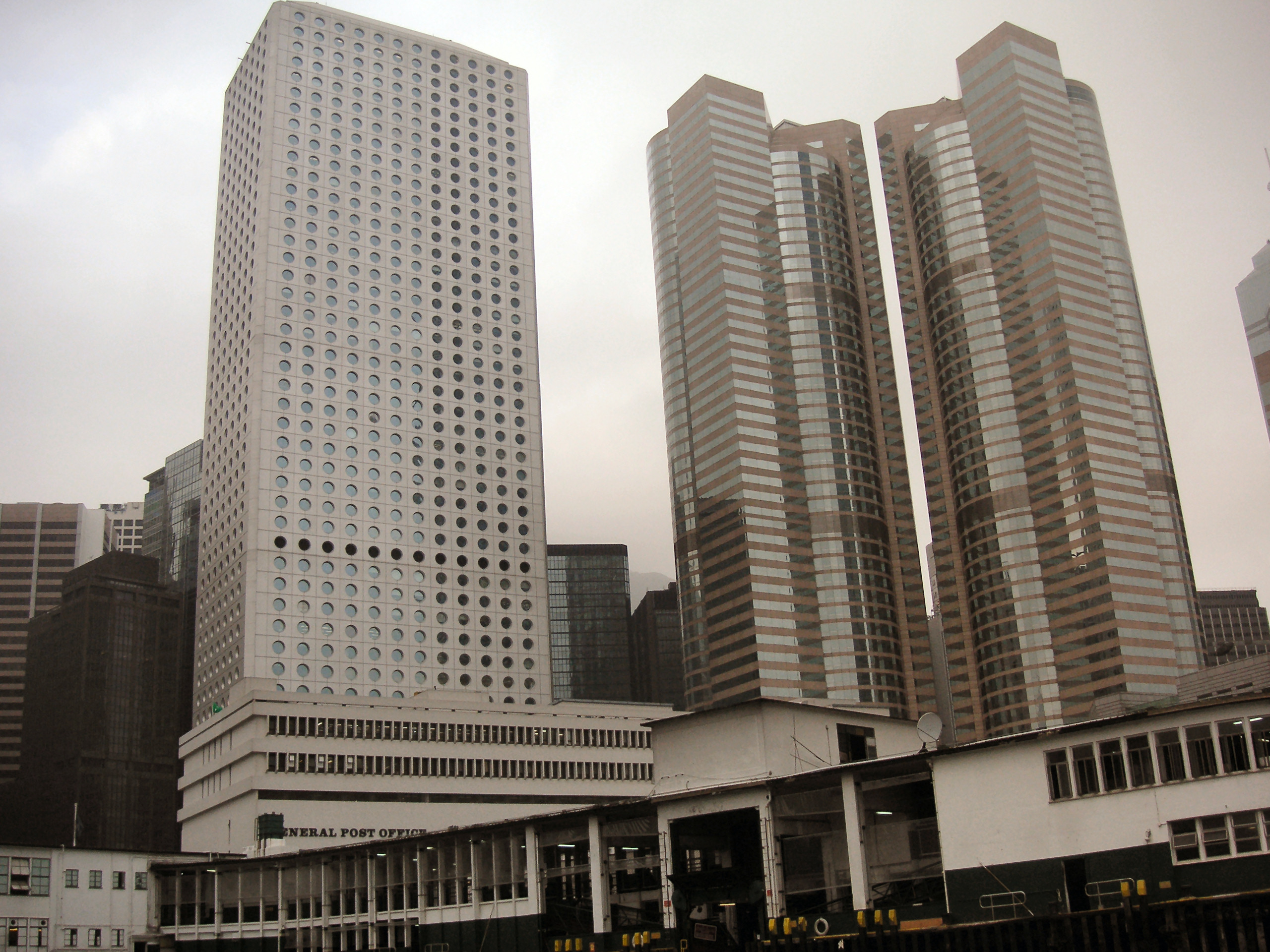
Джардін-хаус і біржа
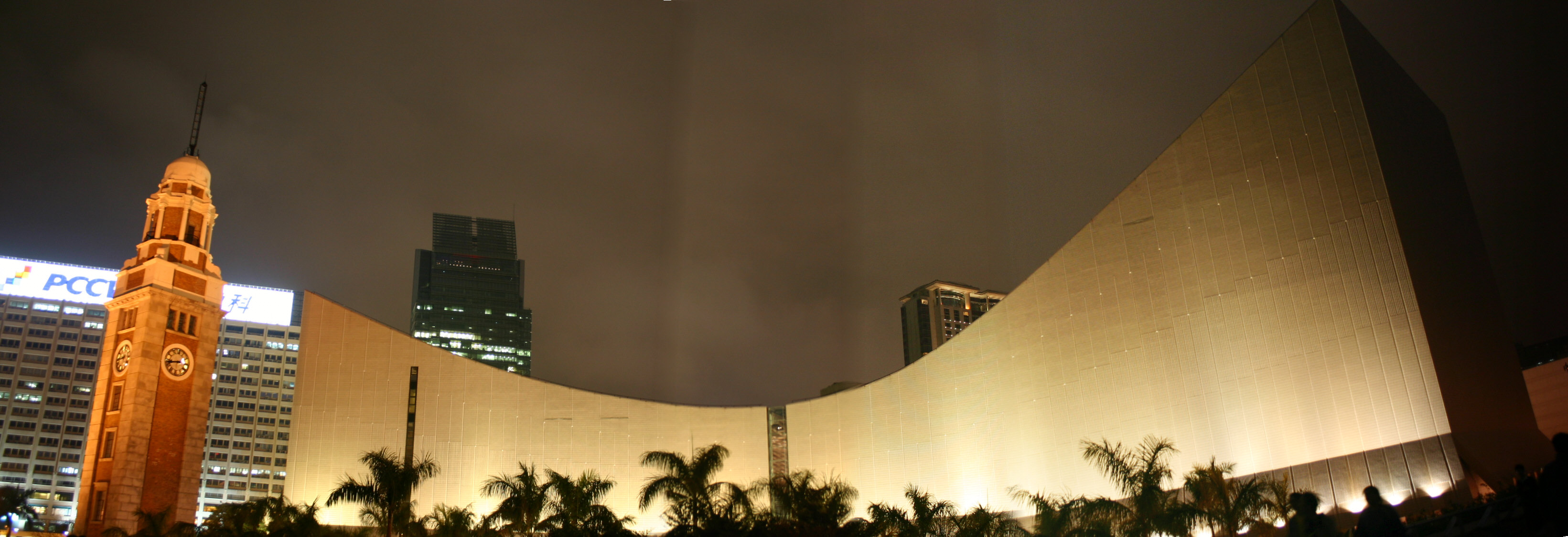